# 巴克尔岛
巴克尔岛（英語：Buckle Island）是南极洲巴勒尼群岛三座主要岛屿之一，位于群岛中部，西北距扬岛8公里，东南距斯特奇岛25公里。巴克尔岛是一座火山岛，最后一次喷发发生在1899年。